# チャイルドコール 呼声
『チャイルドコール 呼声』（原題：Babycall）は、2011年のノルウェー・ドイツ・スウェーデン合作のスリラー映画。

## あらすじ
アンナは就寝中の安全確保のため、息子アンデシュの部屋にチャイルドコールを取り付ける。しかし、ある晩にそのチャイルドコールから悲鳴が聞こえてくるのであった...

## スタッフ
- 監督：ポール・シュレットアウネ
- 脚本：ポール・シュレットアウネ
- 製作：ポール・シュレットアウネ
- 音楽：フェルナンド・ベラスケス
- 撮影：ヨン・アンドレアス・アンデルセン
- 編集：ジョン・エンドレ・モレク
- 美術：ロジャー・ローゼンバーグ

## キャスト
- アンナ：ノオミ・ラパス
- ヘルゲ：クリストファー・ヨーネル
- アンデシュ：ベトレ・オーベンニル・バリング
- オーレ：スティーグ・R・アンダム
- グレーテ：マリア・ボック